# The Later Years 1987–2019
«The Later Years: 1987-2019» es una caja recopilatoria que contiene las grabaciones de 1988 a 2014 de la banda de rock progresivo Pink Floyd, lanzada el 13 de diciembre de 2019 por Pink Floyd Records. Sigue la caja de 2016 The Early Years 1965–1972 y compila el trabajo de Pink Floyd bajo el liderazgo de David Gilmour después de la partida del miembro fundador Roger Waters en 1985. 
The Later Years incluye una versión remezclada de A Momentary Lapse of Reason (1987), con contribuciones restauradas del teclista Richard Wright y nuevas contribuciones del baterista Nick Mason, para "restaurar el equilibrio creativo entre los tres miembros de Pink Floyd".  También incluye mezclas de sonido envolvente de A Momentary Lapse of Reason y The Division Bell (1994).
También se incluye una versión ampliada del álbum en vivo de 1988 Delicate Sound of Thunder con pistas adicionales; versiones reeditadas de las películas del concierto Delicate Sound of Thunder (1989) y P•U•L•S•E (1995); una grabación en vivo de la actuación principal de Pink Floyd en el concierto benéfico de Knebworth de 1990; una película de concierto inédita de la actuación de Pink Floyd en Venecia; Mezclas de sonido envolvente 5.1 y mezclas estéreo de alta resolución; caras B individuales; demostraciones de las sesiones de The Division Bell y recuerdos. 
El 29 de noviembre de 2019 se lanzó una compilación en un solo disco de "lo más destacado" de la caja, The Later Years: 1987-2019.

## Contenido

### CD 1:A Momentary Lapse of Reason(Actualizado y remezclado)
A Momentary Lapse of Reason fue el primer álbum de la banda tras la salida de Roger Waters y dirigido por David Gilmour. Nick Mason ha regrabado todas las partes de batería del álbum para la versión de 2019 (no todas las partes de batería fueron tocadas por Mason en el lanzamiento original) y se han incluido más partes del teclista Richard Wright (reemplazando partes que fueron interpretadas por músicos de sesión en el original). "On the Turning Away" tiene una nueva parte vocal principal extraída de una grabación en vivo para reemplazar la grabación de estudio original. El álbum ha sido remezclado para 2019. El 29 de octubre de 2021 se lanzó una versión independiente en formatos de CD de lujo y vinilo de 2 discos de 45 rpm.
| A Momentary Lapse of Reason (Actualizado y remezclado) |                                                           |                              |          |  |
| N.º                                                    | Título                                                    | Escritor(es)                 | Duración |  |
| 1.                                                     | «Signs of Life» (Instrumental, voz hablada de Nick Mason) | Gilmour, Ezrin               | 4:24     |  |
| 2.                                                     | «Learning to Fly»                                         | Gilmour, Moore, Ezrin, Carin | 4:53     |  |
| 3.                                                     | «The Dogs of War»                                         | Gilmour, Moore               | 6:05     |  |
| 4.                                                     | «One Slip»                                                | Gilmour, Manzanera           | 5:10     |  |
| 5.                                                     | «On the Turning Away»                                     | Gilmour, Moore               | 5:42     |  |
| 6.                                                     | «Yet Another Movie/Round and Around» (Instrumental)       | Gilmour, Leonard             | 7:28     |  |
| 7.                                                     | «A New Machine (Part 1)»                                  | Gilmour                      | 1:46     |  |
| 8.                                                     | «Terminal Frost» (Instrumental)                           | Gilmour                      | 6:17     |  |
| 9.                                                     | «A New Machine (Part 2)»                                  | Gilmour                      | 0:38     |  |
| 10.                                                    | «Sorrow»                                                  | Gilmour                      | 8:48     |  |
| 49:11                                                  |                                                           |                              |          |  |

### CD 2 y 3:Delicate Sound of Thunder(Remezclado)
El álbum en vivo de 1988, Delicate Sound of Thunder, fue remezclado e incluye canciones interpretadas en la gira que se omitieron en el lanzamiento original debido a las limitaciones de los discos de vinilo. Algunas pistas ahora se presentan en su totalidad y se acortaron para el lanzamiento original. "Money", sin embargo, fue recortada de su duración original para dar cabida a las canciones ampliadas y recientemente incluidas —se han eliminado la sección femenina a capela y el solo de bajo de Pratt—. Se han incluido algunos elementos nuevos en la nueva versión, tomados de programas grabados en 1989, como la introducción de piano de Wright a "Us and Them" y coros infantiles adicionales incluidos en "Another Brick in the Wall (Part 2)", oscureciendo la voz de Guy Pratt. Se agregó un interludio de bajo entre los solos de guitarra de Gilmour y Tim Renwick. Se lanzó como un álbum independiente el 20 de noviembre de 2020.
| Delicate Sound of Thunder (Remezclado) — Disco 1 |                                                    |                              |          |  |
| N.º                                              | Título                                             | Escritor(es)                 | Duración |  |
| 1.                                               | «Shine On You Crazy Diamond (Parts 1–5)»           | Waters, Gilmour, Wright      | 12:10    |  |
| 2.                                               | «Signs of Life» (No lanzada previamente)           | Gilmour, Ezrin               | 3:19     |  |
| 3.                                               | «Learning to Fly»                                  | Gilmour, Moore, Ezrin, Carin | 5:16     |  |
| 4.                                               | «Yet Another Movie»                                | Gilmour, Leonard             | 6:17     |  |
| 5.                                               | «Round and Around»                                 | Gilmour                      | 0:35     |  |
| 6.                                               | «A New Machine (Parte 1)» (No lanzada previamente) | Gilmour                      | 1:36     |  |
| 7.                                               | «Terminal Frost» (No lanzada previamente)          | Gilmour                      | 6:18     |  |
| 8.                                               | «A New Machine (Parte 2)» (No lanzada previamente) | Gilmour                      | 0:35     |  |
| 9.                                               | «Sorrow» (Extendida)                               | Gilmour                      | 10:26    |  |
| 10.                                              | «The Dogs of War» (Extendida)                      | Gilmour, Moore               | 8:03     |  |
| 11.                                              | «On the Turning Away» (Extendida)                  | Gilmour, Moore               | 9:14     |  |
| 1:03:49                                          |                                                    |                              |          |  |

| Delicate Sound of Thunder (Remezclado) — Disco 2 |                                                     |                                |          |  |
| N.º                                              | Título                                              | Escritor(es)                   | Duración |  |
| 1.                                               | «One of These Days»                                 | Waters, Wright, Mason, Gilmour | 6:19     |  |
| 2.                                               | «Time»                                              | Waters, Wright, Mason, Gilmour | 5:19     |  |
| 3.                                               | «On the Run» (No lanzada previamente)               | Waters, Gilmour                | 2:49     |  |
| 4.                                               | «The Great Gig in the Sky» (No lanzada previamente) | Wright                         | 4:52     |  |
| 5.                                               | «Wish You Were Here»                                | Waters, Gilmour                | 4:39     |  |
| 6.                                               | «Welcome to the Machine» (No lanzada previamente)   | Waters                         | 7:46     |  |
| 7.                                               | «Us and Them»                                       | Waters, Wright                 | 7:38     |  |
| 8.                                               | «Money» (Recortada)                                 | Waters                         | 8:19     |  |
| 9.                                               | «Another Brick in the Wall (Parte 2)»               | Waters                         | 5:27     |  |
| 10.                                              | «Comfortably Numb»                                  | Waters, Gilmour                | 9:55     |  |
| 11.                                              | «One Slip» (No lanzada previamente)                 | Gilmour, Manzanera             | 6:09     |  |
| 12.                                              | «Run Like Hell» (Extendida)                         | Waters, Gilmour                | 8:11     |  |
| 1:17:23                                          |                                                     |                                |          |  |

### CD 4: Grabaciones en vivo de 1987 y 1994 y grabaciones de estudio inéditas
| Caras B individuales publicadas entre 1987 y 1994 |                                                  |                                |          |  |
| N.º                                               | Título                                           | Escritor(es)                   | Duración |  |
| 1.                                                | «One of These Days» (En vivo en Hanover, 1994)   | Waters, Wright, Mason, Gilmour | 6:58     |  |
| 2.                                                | «Astronomy Domine» (En vivo en Miami, 1994)      | Syd Barrett                    | 4:49     |  |
| 3.                                                | «The Dogs of War» (En vivo en Atlanta, 1987)     | Gilmour, Moore                 | 7:11     |  |
| 4.                                                | «On the Turning Away» (En vivo en Atlanta, 1987) | Gilmour, Moore                 | 6:53     |  |
| 5.                                                | «Run Like Hell» (En vivo en Atlanta, 1987)       | Waters, Gilmour                | 7:24     |  |
| 33:15                                             |                                                  |                                |          |  |

| Grabaciones de estudio inéditas de 1994 |                                 |                        |          |  |
| N.º                                     | Título                          | Escritor(es)           | Duración |  |
| 1.                                      | «Blues 1»                       | Gilmour, Mason, Wright | 5:24     |  |
| 2.                                      | «Slippery Guitar»               | Gilmour                | 6:41     |  |
| 3.                                      | «Rick's Theme»                  | Wright                 | 2:34     |  |
| 4.                                      | «David's Blues»                 | Gilmour                | 4:29     |  |
| 5.                                      | «Marooned Jam»                  | Gilmour, Wright        | 3:18     |  |
| 6.                                      | «Nervana»                       | Gilmour, Mason, Wright | 4:57     |  |
| 7.                                      | «High Hopes» (Versión temprana) | Gilmour, Samson        | 6:56     |  |
| 34:19                                   |                                 |                        |          |  |

### CD 5:Live At Knebworth 1990(Remezclado)
La presentación de Pink Floyd en el concierto de los ganadores del premio Silver Clef celebrado en Knebworth House el 30 de junio de 1990. La presentación se destacó por contar con la vocalista Clare Torry, quien repitió su voz principal en "The Great Gig in the Sky", que cantó originalmente en The Dark Side of the Moon (1973) y con la saxofonista Candy Dulfer en "Shine On You Crazy Diamond" y "Money". Aunque partes de esta grabación en vivo estuvieron disponibles en el pasado, en el álbum Live At Knebworth 1990, esta fue la primera vez que estuvo disponible en su totalidad y remezclado. El 30 de abril de 2021 se lanzó un álbum en vivo independiente en CD, vinilo y descarga, pero no en DVD o Blu-Ray.
| Live At Knebworth 1990 |                                                                        |                         |          |  |
| N.º                    | Título                                                                 | Escritor(es)            | Duración |  |
| 1.                     | «Shine On You Crazy Diamond (Parts 1–5)»                               | Waters, Gilmour, Wright | 10:00    |  |
| 2.                     | «Wish You Were Here»                                                   | Waters, Gilmour         | 4:39     |  |
| 3.                     | «Money»                                                                | Waters                  | 9:10     |  |
| 4.                     | «Sorrow»                                                               | Gilmour                 | 9:19     |  |
| 5.                     | «The Great Gig in the Sky»                                             | Wright                  | 4:54     |  |
| 6.                     | «Comfortably Numb» (Anteriormente publicada en Live At Knebworth 1990) | Waters, Gilmour         | 7:05     |  |
| 7.                     | «Run Like Hell» (Anteriormente publicada en Live At Knebworth 1990)    | Waters, Gilmour         | 6:41     |  |
| 51:48                  |                                                                        |                         |          |  |

### Blu-ray: mezclas de sonido envolvente 5.1 y mezclas estéreo de alta resolución
Aunque en este disco no se presenta una mezcla de sonido envolvente 5.1 del álbum The Endless River, está disponible como parte de la película The Endless River de Ian Eames, también incluida en el set.
| A Momentary Lapse of Reason (Actualizado y remezclado) |                                                           |                              |          |  |
| N.º                                                    | Título                                                    | Escritor(es)                 | Duración |  |
| 1.                                                     | «Signs of Life» (Instrumental, voz hablada de Nick Mason) | Gilmour, Ezrin               | 4:24     |  |
| 2.                                                     | «Learning to Fly»                                         | Gilmour, Moore, Ezrin, Carin | 4:53     |  |
| 3.                                                     | «The Dogs of War»                                         | Gilmour, Moore               | 6:05     |  |
| 4.                                                     | «One Slip»                                                | Gilmour, Manzanera           | 5:10     |  |
| 5.                                                     | «On the Turning Away»                                     | Gilmour, Moore               | 5:42     |  |
| 6.                                                     | «Yet Another Movie/Round and Around» (Instrumental)       | Gilmour, Leonard             | 7:28     |  |
| 7.                                                     | «A New Machine (Part 1)»                                  | Gilmour                      | 1:46     |  |
| 8.                                                     | «Terminal Frost» (Instrumental)                           | Gilmour                      | 6:17     |  |
| 9.                                                     | «A New Machine (Part 2)»                                  | Gilmour                      | 0:38     |  |
| 10.                                                    | «Sorrow»                                                  | Gilmour                      | 8:48     |  |
| 49:11                                                  |                                                           |                              |          |  |

| The Division Bell (Remezcla de 2014) (Misma remezcla previamente lanzado en el box set de The Division Bell de 2014) |                                                                          |                                      |          |  |
| N.º | Título                                                                   | Escritor(es)                         | Duración |  |
| 1. | «Cluster One» (Instrumental)                                             | Gilmour, Wright                      | 5:59     |  |
| 2. | «What Do You Want from Me?»                                              | Gilmour, Wright, Samson              | 4:21     |  |
| 3. | «Poles Apart»                                                            | Gilmour, Samson, Laird-Clowes        | 7:04     |  |
| 4. | «Marooned» (Instrumental)                                                | Gilmour, Wright                      | 5:29     |  |
| 5. | «A Great Day For Freedom»                                                | Gilmour, Samson                      | 4:17     |  |
| 6. | «Wearing the Inside Out» (Voz principal: Richard Wright y David Gilmour) | Wright, Moore                        | 6:49     |  |
| 7. | «Take It Back»                                                           | Gilmour, Ezrin, Samson, Laird-Clowes | 6:12     |  |
| 8. | «Coming Back to Life»                                                    | Gilmour                              | 6:19     |  |
| 9. | «Keep Talking» (Voz robótica: Stephen Hawking)                           | Gilmour, Wright, Samson              | 6:11     |  |
| 10. | «Lost for Words»                                                         | Gilmour, Samson                      | 5:14     |  |
| 11. | «High Hopes»                                                             | Gilmour, Samson                      | 8:32     |  |
| 66:32 |                                                                          |                                      |          |  |

| Grabaciones de estudio inéditas de 1994 |                                 |                        |          |  |
| N.º                                     | Título                          | Escritor(es)           | Duración |  |
| 1.                                      | «Blues 1»                       | Gilmour, Mason, Wright | 5:24     |  |
| 2.                                      | «Slippery Guitar»               | Gilmour                | 6:41     |  |
| 3.                                      | «Rick's Theme»                  | Wright                 | 2:34     |  |
| 4.                                      | «David's Blues»                 | Gilmour                | 4:29     |  |
| 5.                                      | «Marooned Jam»                  | Gilmour, Wright        | 3:18     |  |
| 6.                                      | «Nervana»                       | Gilmour, Mason, Wright | 4:57     |  |
| 7.                                      | «High Hopes» (Versión temprana) | Gilmour, Samson        | 6:56     |  |
| 34:19                                   |                                 |                        |          |  |

### Blu-ray y DVD: películaDelicate Sound of Thunder(restaurada y reeditada)
La película del concierto de 1988 de la banda, Delicate Sound of Thunder, se presenta en una imagen remasterizada y reeditada digitalmente y con audio remezclado en sonido envolvente 5.1 y estéreo. Esta versión también hace que "Money" esté disponible por primera vez en las regiones PAL .
1. "Shine On You Crazy Diamond (Parts 1–5)" (Anteriormente solo estaba Parte 1 como introducción)
2. "Signs of Life"
3. "Learning to Fly"
4. "Sorrow"
5. "The Dogs of War"
6. "On the Turning Away"
7. "One of These Days"
8. "Time"
9. "On the Run"
10. "The Great Gig in the Sky"
11. "Wish You Were Here"
12. "Us and Them"
13. "Money" (Anteriormente no disponible en regiones PAL; recortada)
14. "Comfortably Numb"
15. "One Slip"
16. "Run Like Hell"
17. "Terminal Frost" (solo audio; créditos finales)

La edición de 2019 de la película ahora incluye una interpretación completa de "Shine On You Crazy Diamond", el VHS original solo tenía la introducción a la "Parte 1" que se reprodujo sobre un montaje de metraje. Los créditos finales originalmente mostraban un lapso de tiempo del escenario desmontándose con "Shine On (Parts 2–5)" reproduciéndose; sin embargo, la versión de 2019 eliminó el video de lapso de tiempo y lo reemplazó con una pantalla negra con "Terminal Frost" como música de créditos. "Money" se ha recortado de su duración original de la misma manera que la versión del álbum. La película todavía omite "Yet Another Movie", "Round and Arround", "A New Machine", "Terminal Frost", "Welcome to the Machine" y "Another Brick in the Wall (Part 2)", sin embargo, "Yet Another Movie", "Round and Around", "A New Machine" y "Terminal Frost" se presentan como material extra.

### Blu-ray y DVD: películaP•U•L•S•E(restaurada y reeditada)
Se reestrena la película del concierto de 1995, P•U•L•S•E .
1. "Shine On You Crazy Diamond (Parts 1–5, 7)"
2. "Learning to Fly"
3. "High Hopes"
4. "Take It Back"
5. "Coming Back to Life"
6. "Sorrow"
7. "Keep Talking"
8. "Another Brick in the Wall (Part 2)"
9. "One of These Days"
10. "Speak to Me"
11. "Breathe (in the Air)"
12. "On the Run"
13. "Time"
14. "The Great Gig in the Sky"
15. "Money"
16. "Us and Them"
17. "Any Colour You Like"
18. "Brain Damage"
19. "Eclipse"
20. "Wish You Were Here"
21. "Comfortably Numb"
22. "Run Like Hell"

### Blu-ray y DVD: Concierto de Venecia de 1989 y concierto de Knebworth de 1990
Primera vez que ambos conciertos se publican completos.

#### Venecia, 1989
Actuación de Pink Floyd en el Gran Canal de Venecia el 15 de julio de 1989: la penúltima presentación de la gira. Grabado para una transmisión televisiva internacional en vivo, de ahí el set abreviado.
1. "Shine On You Crazy Diamond (Part 1)" (Solo introducción)
2. "Learning to Fly"
3. "Yet Another Movie"
4. "Round and Around"
5. "Sorrow" (Recortada)
6. "The Dogs of War"
7. "On the Turning Away"
8. "Time"
9. "The Great Gig in the Sky"
10. "Wish You Were Here"
11. "Money"
12. "Another Brick in the Wall (Parte 2)"
13. "Comfortably Numb"
14. "Run Like Hell"

### Knebwortth, 1990
La presentación de Pink Floyd en el concierto de los ganadores del premio Silver Clef celebrado en Knebworth House el 30 de junio de 1990.
1. "Shine On You Crazy Diamond (Parts 1–5)" (Anteriormente lanzado en el VHS de Knebworth – The Event 1990)
2. "The Great Gig in the Sky"
3. "Wish You Were Here"
4. "Sorrow"
5. "Money"
6. "Comfortably Numb"
7. "Run Like Hell" (Anteriormente lanzado en el VHS de Knebworth – The Event 1990)

### Blu-ray y DVD: películas en vivo, vídeos musicales y películas cinematográficas inéditas
Todo lo siguiente es material inédito y extras. Audio solo en estéreo.
- Videos musicales
  1. "Learning to Fly"
  2. "Marooned"
  3. "Take It Back"
  4. "High Hopes"
  5. "Louder Than Words"
  6. "Learning to Fly" (Versión alterna)

- Canciones extra de Delicate Sound of Thunder
  1. "Yet Another Movie"
  2. "Round and Around"
  3. "A New Machine" (Parte 1)
  4. "Terminal Frost"
  5. "A New Machine" (Parte 2)

- Ensayos de la gira de 1994
  1. "A Great Day For Freedom" (Versión 1)
  2. "A Great Day For Freedom" (Versión 2)
  3. "Lost for Words"

- Películas de conciertos, 1987
  1. "Signs of Life"
  2. "Learning to Fly"
  3. "The Dogs of War"
  4. "One of These Days"
  5. "Speak to Me"
  6. "On the Run"
  7. "Us and Them"
  8. "Money"
  9. "Brain Damage + Eclipse"

- Películas de conciertos, 1994
  1. "Shine On You Crazy Diamond (Parts 1–5, 7)"
  2. "Speak to Me"
  3. "Time"
  4. "The Great Gig in the Sky"
  5. "Money"
  6. "Us and Them" (Blanco y negro)
  7. "Us and Them" (Color)
  8. "Brain Damage + Eclipse" (Conciertos en Norte América)
  9. "Brain Damage + Eclipse" (Conciertos en Europa)
  10. "Brain Damage" (Conciertos en Earl's Court, Londres)

- Inducción al Salón de la Fama del Rock and Roll
  1. "Wish You Were Here" (Con Billy Corgan)

### Blu-ray y DVD: Documentales y material inédito
- Concierto homenaje a Syd Barrett 2007
  1. "Arnold Layne"

- Sesión de fotos de la portada del álbum A Momentary Lapse of Reason.
- Sesión de fotos de las cabezas de la portada del álbum The Division Bell (Ely, Cambridgeshire).
- Anuncio del album P•U•L•S•E para Televisión, 1995
- La película The Endless River de Ian Emes.
- Entrevista para la sesión fotográfica de portada de A Momentary Lapse of Reason con David Gilmour y Storm Thorgerson.
- Los dirigibles de The División Bell, 1994
- Detrás de escena: The Division Bell Tour, 1994
- Ensayo del concierto tributo a Syd Barrett
- El evento de lanzamiento de The Endless River 2014
- The Endless River EPK 2014

### Individuales de 7 pulgadas
El set incluye dos sencillos de vinilo de 7 pulgadas, ambos con caras B grabadas:
- "Arnold Layne" (Concierto tributo a Syd Barrett en 2007)
- "Lost for Words" (Ensayo de la gira de 1994)

### Cosas memorables
El set también contiene:
- Libro de fotografías de 60 páginas.
- Réplicas de programas de las giras.
- Réplicas de entradas.
- Réplicas de carteles y pegatinas.
- Libro de letras de canciones.

## The Later Years: 1987-2019(álbum recopilatorio de lo más destacado)
Pink Floyd también lanzó un álbum recopilatorio de lo más destacado, The Later Years: 1987–2019, cuya portada presenta una fotografía tomada por Aubrey Powell/Hipgnosis en 1981 en Islandia, en la central geotérmica de Krafla.
| The Later Years: 1987-2019 (Recopilatorio de lo más destacado) |                                                                                 |                              |          |  |
| N.º                                                            | Título                                                                          | Escritor(es)                 | Duración |  |
| 1.                                                             | «Shine On You Crazy Diamond (Parts 1–5)» (En vivo en Knebworth 1990)            | Waters, Gilmour, Wright      | 10:00    |  |
| 2.                                                             | «Marooned Jam» (Grabación inédita de 1994)                                      | Gilmour, Wright              | 3:18     |  |
| 3.                                                             | «One Slip» (Remezcla de 2019)                                                   | Gilmour, Manzanera           | 5:10     |  |
| 4.                                                             | «Lost for Words» (Ensayo de la gira de 1994), (No incluido en el CD de la caja) |                              | 5:35     |  |
| 5.                                                             | «Us and Them» (En vivo, de Delicate Sound of Thunder)                           | Waters, Wright               | 7:38     |  |
| 6.                                                             | «Comfortably Numb» (En vivo en Knebworth 1990) (Recortado)                      | Waters, Gilmour              | 7:05     |  |
| 7.                                                             | «Sorrow» (Remezcla de 2019)                                                     | Gilmour                      | 8:48     |  |
| 8.                                                             | «Learning to Fly» (En vivo, de Delicate Sound of Thunder)                       | Gilmour, Moore, Ezrin, Carin | 5:16     |  |
| 9.                                                             | «High Hopes» (Versión temprana) (Grabación inédita de 1994)                     | Gilmour, Samson              | 6:56     |  |
| 11.                                                            | «Wish You Were Here» (En vivo en Knebworth 1990)                                | Waters, Gilmour              | 4:39     |  |
| 12.                                                            | «Run Like Hell» (En vivo, de Delicate Sound of Thunder)                         | Waters, Gilmour              | 8:11     |  |
| 1:12:36                                                        |                                                                                 |                              |          |  |

### Listas
| Lista (2019)                       | Posición |
| ---------------------------------- | -------- |
| Australian Albums (ARIA)           | 45       |
| Austrian Albums (Ö3 Austria)       | 50       |
| Belgian Albums (Ultratop Flandes)  | 30       |
| Belgian Albums (Ultratop Valonia)  | 23       |
| Czech Albums (IFPI)                | 9        |
| Dutch Albums (Album Top 100)       | 31       |
| French Albums (SNEP)               | 40       |
| German Albums (Offizielle Top 100) | 18       |
| Hungarian Albums (MAHASZ)          | 5        |
| Italian Albums (FIMI)              | 10       |
| Norwegian Albums (VG-lista)        | 17       |
| Polish Albums (ZPAV)               | 38       |
| Portuguese Albums (AFP)            | 10       |
| Scottish Albums (OCC)              | 20       |
| Spanish Albums (PROMUSICAE)        | 24       |
| Swiss Albums (Schweizer Hitparade) | 10       |
| UK Albums (OCC)                    | 32       |
| US Billboard 200                   | 197      |